# Edda Manga
Edda Virginia Manga Otalora (Bogotá, 11 de septiembre de 1969) es una historiadora nacionalizada sueca, ensayista perteneciente al colectivo de producción cultural crítica postcolonial Bwana Club, de la Universidad de Upsala en Suecia.
Propietaria del blog eddamanga.blogg.se, que desarrolla junto a su esposo, el ciudadano Sueco Mattias Gardell, se vio envuelta en un incidente con el ejército Israelí, cuando en aguas internacionales, estos incursionaron en un barco donde se transportaban Edda, su exposo y un centenar más de activistas, en camino a la Franja de Gaza, con un cargamento de medicinas, materiales de construcción e implementos educativos.

## Incidente con el Ejército Israelí

### Captura
El 31 de mayo de 2010, fue capturada por el Ejército israelí, después de que estos tomaran por asalto el barco Mavi Marmara, que hacia parte de la flotilla de la libertad, un conjunto de embarcaciones que transportaba ayuda humanitaria a la franja de gaza.
Manga Otálara fue conducida a la cárcel de Bersheva, mientras se resolvía su situación.
Hasta último momento, Edda y su esposo, estuvieron reportando toda la actividad a través de su blog.